# Tanguá
Tanguá é um município do Leste Metropolitano, na Região Metropolitana do Rio de Janeiro, no estado do Rio de Janeiro, Brasil. Com menos de 35.000 habitantes, é o município menos populoso do Grande Rio, e seu desmembramento do município vizinho de Itaboraí é relativamente recente.

## Administradores do Município
| nº | Nome                                            | início do mandato    | fim do mandato         |
| 1  | Jailson José Cardoso (PL)                       | 1 de janeiro de 1997 | 1 de janeiro de 2001   |
| —  | Jailson José Cardoso (PFL) (reeleito)           | 1 de janeiro de 2001 | 1 de janeiro de 2005   |
| 2  | Carlos Roberto Pereira (PP)                     | 1 de janeiro de 2005 | 1 de janeiro de 2009   |
| —  | Carlos Roberto Pereira (PP) (reeleito)          | 1 de janeiro de 2009 | 1 de janeiro de 2013   |
| 3  | Valber Luiz Marcelo de Carvalho (PTB)           | 1 de janeiro de 2013 | 31 de dezembro de 2016 |
| 4  | Valber Luiz Marcelo de Carvalho(PTB) (reeleito) | 1 de janeiro de 2017 | 31 de dezembro de 2020 |
| 5  | Rodrigo Medeiros (PP)                           | 1 de janeiro de 2021 | Atual                  |

## Bairros, povoados e regiões de Tanguá

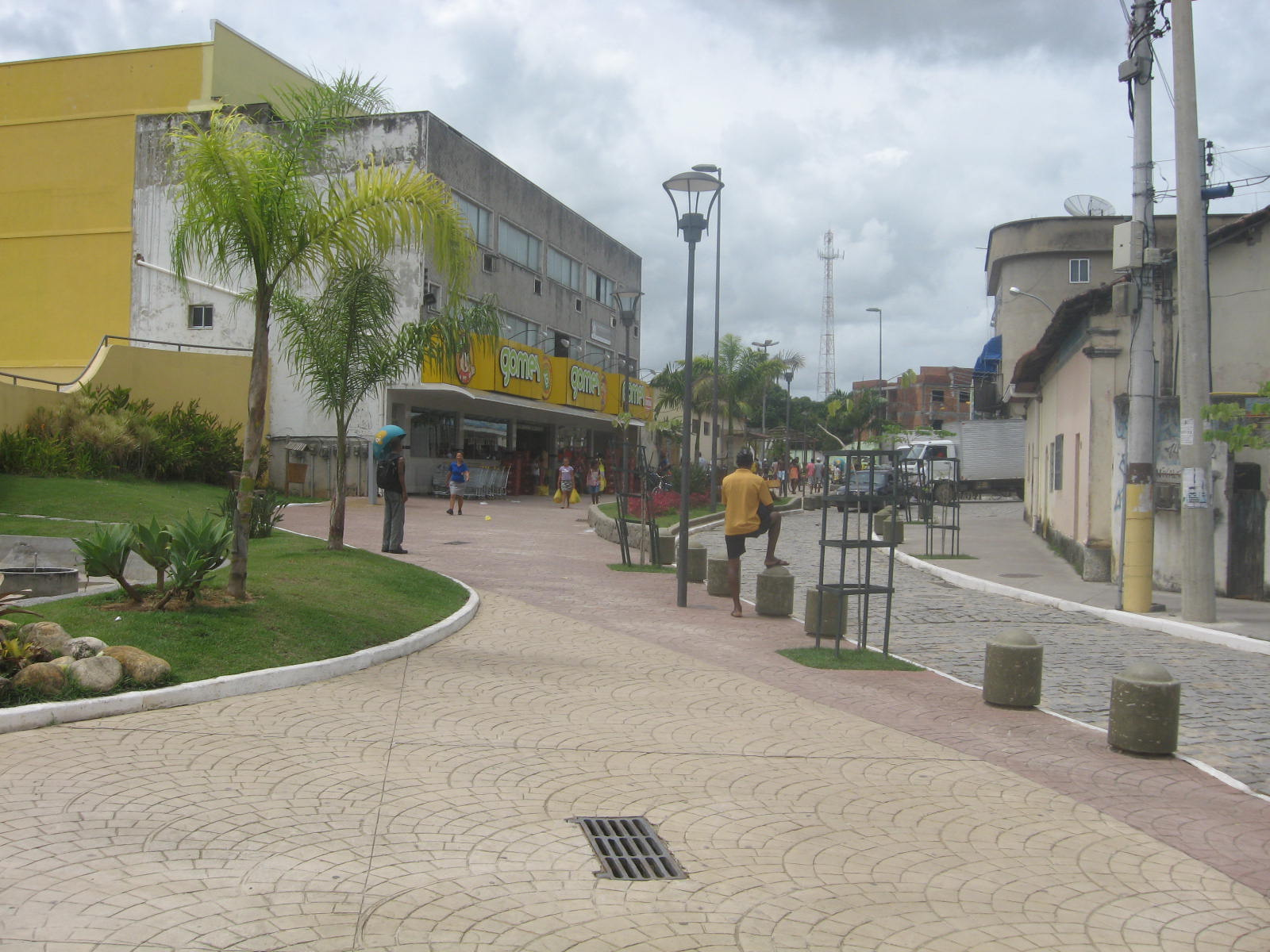
Centro de Tanguá.

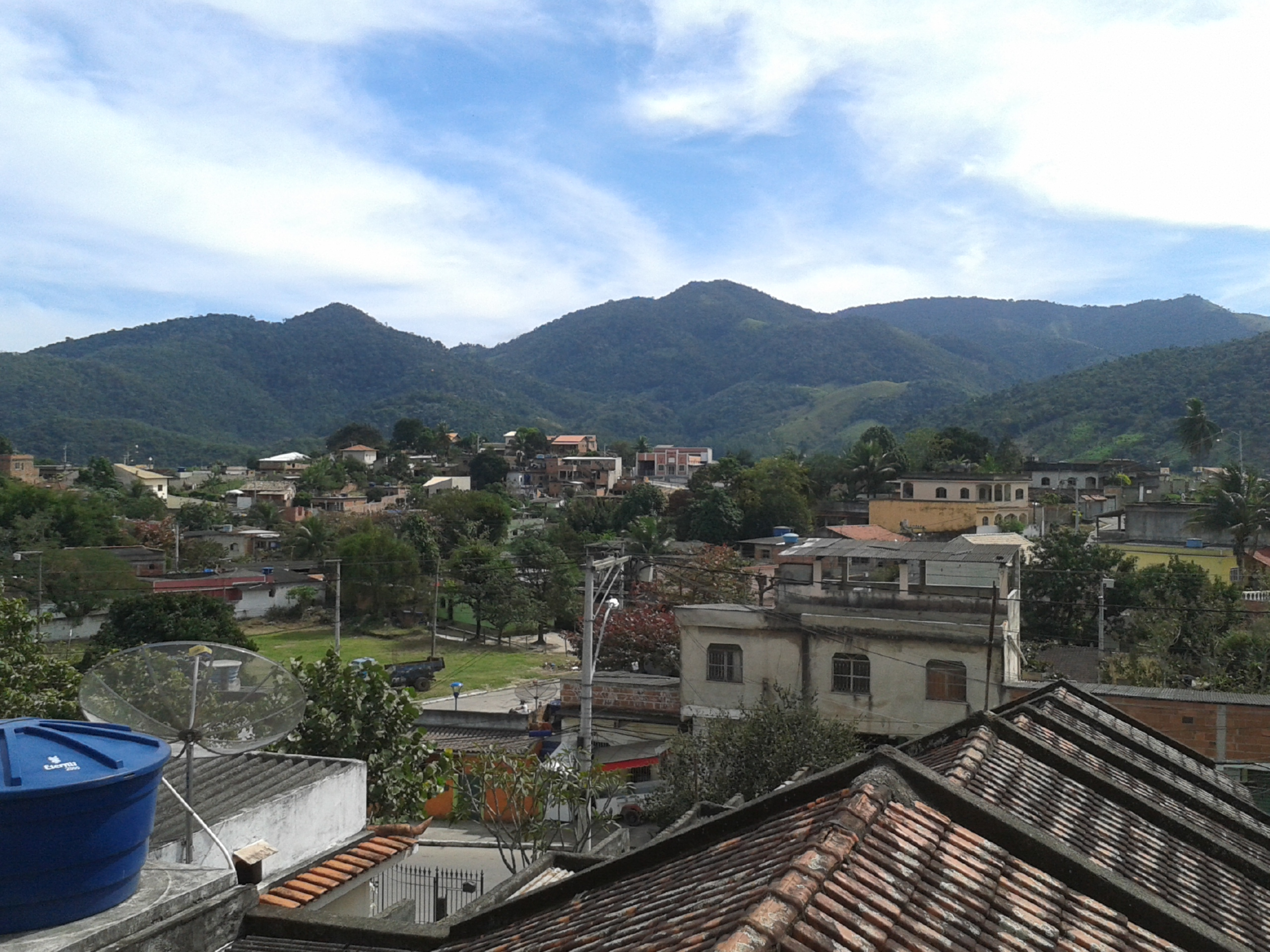
Serra do Barbosão, no norte do município.

- Centro
- Vila Cortes
- Mangueirinha
- Ampliação
- Bandeirantes
- Minério
- Barbosão
- Pinhão
- Mangueira
- Lagoa Verde
- Ipitangas
- Posse dos Coutinhos
- Bulhões
- Riachão
- Muriqui
- Mutuapira
- Campo Grande
- Duques (Santo Antônio)
- Serra Queimada
- Cancela Preta
- Padre Thomas
- Nossa Senhora do Amparo
- Vila Santo Antônio
- Tomascar

## Ligações Externas
- Página da Prefeitura
- Mapa de Tanguá no OpenStreetMap
- Lei Orgânica do Município de Tanguá